# Neoaleurotrachelus graberi
Neoaleurotrachelus graberi là một loài côn trùng cánh nửa trong họ Aleyrodidae, phân họ Aleyrodinae.
Neoaleurotrachelus graberi được Cohic miêu tả khoa học đầu tiên năm 1968.